# Minquiers
Minquiers (Les Minquiers; tiếng Jèrriais: Les Mîntchièrs (trợ giúp·thông tin); được gọi là "the Minkies" trong tiếng Anh địa phương) là một nhóm đảo và đá, cách Jersey khoảng 15 km (9,3 mi) về phía Nam. Nó tạo thành một phần của Địa hạt Jersey, một Lãnh địa vương quyền của Vương quốc Anh. Minquiers là một phần của đơn vị hành chính Giáo xứ Grouville, và Vingtaine.
Thềm đá xung quanh Minquiers có diện tích bề mặt lớn hơn đảo Jersey, nhưng khi thủy triều lên, chỉ một vài trong số các tảng đá chính vẫn nổi trên mặt nước. Nhiều ngôi nhà đã được xây dựng trên đảo, trong đó lớn nhất trong số này là Maîtresse, dài khoảng 50 m (55 yd) và rộng 20 m (22 yd) và có khoảng 10 ngôi nhà nhỏ bằng đá đang trong tình trạng sửa chữa khác nhau. Đây là những tòa nhà nằm xa nhất về phía Nam nhất của Quần đảo Anh; nhưng không có cư dân thường trú; mặc dù ngư dân, người thu gom vraic (rong biển được sử dụng làm phân bón), người chơi du thuyền, người chèo thuyền kayak và thậm chí cả những nhân viên phát thanh nghiệp dư đều đến đây vào mùa hè.

## Ảnh

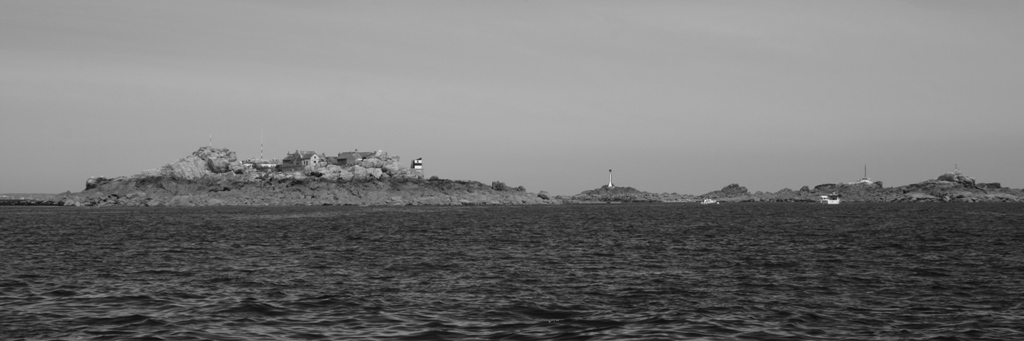
Minquiers looking at inner basin from the South.
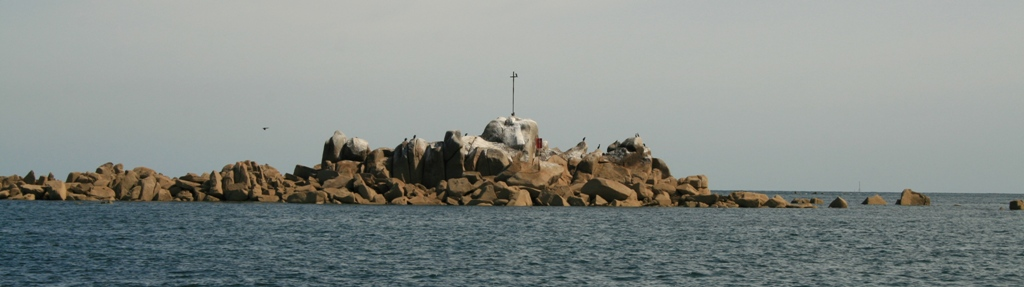
Minquiers looking at inner basin from the South.
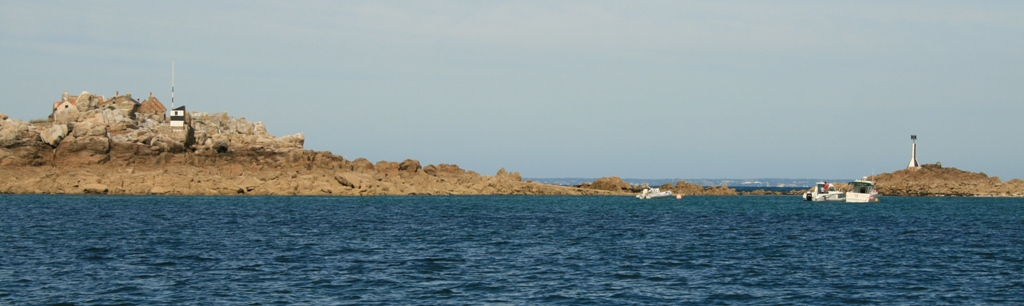
Minquiers looking at inner basin from the South.